# 大日本帝国の戦闘一覧
大日本帝国時代の戦闘一覧（だいにっぽんていこくじだいのせんとういちらん）では、日本の歴史上の、明治時代から終戦（日本の降伏）にかけての戦闘について記述する。例外として戊辰戦争、西南戦争等の明治時代の内戦は記述しない。
本項で呼ばれる「戦い」は複数の兵士により戦闘を交えた出来事であり、「事件」と呼称される場合も合戦の形態である事が多い。また『一揆』では、明治時代序盤に多く発生し、打ちこわしや戦闘に入ったものを記述している。

## 明治時代
- 1894年(明治27年)1月11日 - 1895年(明治28年)3月19日 : 甲午農民戦争、東学農民運動、東学の乱、東学農民革命、東学党の乱（こうご、とうがく、とうがくとう　朝鮮半島）
- 1894年(明治27年)7月23日[注 1] - 1895年(明治28年)4月17日 : 日清戦争、日清戦役 、清日戦争、甲午戦争、甲午中日戦争、明治二十七八年戦、明治二十七八年戦役（にっしん、しんにち、こうご、こうごちゅうにち、めいじにじゅうななねん　朝鮮半島、黄海、遼東半島、山東半島、満洲）
  - 1894年(明治27年)7月23日 : 七月二十三日戦争、朝鮮王宮襲撃事件（しちがつにじゅうさんにち、ちょうせんおうきゅう　朝鮮半島景福宮）[2]
  - 1894年(明治27年)7月25日 : 豊島沖海戦（ほうとうおき/フォンダオ　朝鮮半島）[3]
  - 1894年(明治27年)7月28日 - 7月29日 : 成歓の戦い（せいかん/ソンファン　朝鮮半島忠清道成歓）[4]
    - 1894年(明治27年)7月28日 : 佳龍里の戦い[注 2]（かりゅうり　朝鮮半島忠清道佳龍里）[5][6]

  - 1894年(明治27年)9月15日 : 平壌の戦い、平壌攻略戦（へいじょう/ピョンヤン　朝鮮半島平安道平壌）
  - 1894年(明治27年)9月17日 : 黄海海戦、鴨緑江海戦（こうかい/ホワンハイ、おうりょくこう/アムノクガン　黄海）[7]
  - 1894年(明治27年)11月5日 - 11月21日 : 遼東半島平定作戦（りょうとう/リャオトン　遼東半島）
    - 1894年(明治27年)11月5日 : 金州城の戦い、金州城攻略戦（きんしゅうじょう　遼東半島・金州城）
    - 1894年(明治27年)11月21日 : 旅順口の戦い、旅順口攻略戦（りょじゅんぐち/リュイシュンコウ　遼東半島旅順口）[8]

  - 1894年(明治27年)10月24日 - 3月9日 : 遼河平原平定作戦（りょうがへいげん　満州・遼河平原）
    - 1894年(明治27年)10月24日 - 10月25日 : 鴨緑江作戦、九連城の戦い（おうりょくこう/アムノクガン、くれんじょう　朝鮮半島、満州・鴨緑江）
      - 1894年(明治27年)10月24日 : 安平河口の戦い（あんへいかこう　満州・安平河口）
      - 1894年(明治27年)10月25日 : 虎山の戦い（こざん　満州・虎山）

    - 1894年(明治27年)10月26日 : 第一次鳳凰城の戦い（ほうおうじょう　遼河平原・鳳凰城）
    - 1894年(明治27年)10月30日 : 大東溝の戦い（だいとうこう　遼河平原・大東溝）
    - 1894年(明治27年)10月30日 : 大孤山の戦い（だいこさん　遼河平原・大孤山）
    - 1894年(明治27年)11月14日 : 岫巌城の戦い、岫巌城攻略戦（しゅうがんじょう/シゥウイェンじょう　遼河平原・岫巌城）[9]
    - 1894年(明治27年)11月25日 : 草河嶺の戦い（くさかわみね　遼河平原・草河嶺）[10]
    - 1894年(明治27年)11月26日 : 賽馬集の戦い（さいましゅう　遼河平原・賽馬集）[11]
    - 1894年(明治27年)12月5日 : 樊家台の戦い（はんかだい　遼河平原・樊家台）[12]
    - 1894年(明治27年)12月9日 : 缸瓦寨の戦い（こうがさい　遼河平原・缸瓦寨）
    - 1894年(明治27年)12月12日 : 第二次鳳凰城の戦い、鳳凰城防衛戦（ほうおうじょう　遼河平原・鳳凰城）[13]
    - 1894年(明治27年)12月13日 : 海城の戦い、海城攻略作戦[14]（かいじょう/ハイチョンじょう 遼河平原・海城）[14]
    - 1895年(明治28年)1月10日 : 蓋平の戦い（がいへい/ガイヂョウ　遼河平原・蓋平）
    - 1895年(明治28年)1月13日 : 海城攻防戦、海城防衛戦（かいじょう/ハイチョンじょう 遼河平原・海城）[15]
      - 1895年(明治28年)1月13日 - 2月21日 : 第一次海城攻防戦、第一次海城防衛戦（だいいちじかいじょう/だいいちじハイチョンじょう 遼河平原・海城）[16]
      - 1895年(明治28年)1月22日 : 第二次海城攻防戦、第二次海城防衛戦（だいにじかいじょう/だいにじハイチョンじょう 遼河平原・海城）[17]
      - 1895年(明治28年)2月16日 : 第三次海城攻防戦、第三次海城防衛戦（だいさんじかいじょう/だいさんじハイチョンじょう 遼河平原・海城）[18]
      - 1895年(明治28年)2月21日 : 第四次海城攻防戦、第四次海城防衛戦（だいよじかいじょう/だいよじハイチョンじょう 遼河平原・海城）[19]

  - 1895年(明治28年)1月20日 - 2月12日 : 威海衛の戦い、威海衛作戦（いかいえい/ウェイハイウェイ　山東半島（山東省）威海衛）
    - 1895年(昭和28年)1月24日 : 威海衛作戦における山東半島上陸作戦（いかいえいのたたかいにおけるさんとうはんとう　山東半島（山東省）威海衛近辺）上陸後に多数の清国兵と衝突
    - 1895年(昭和28年)1月30日 : 威海衛南岸占領作戦（いかいえいなんがん　山東半島（山東省）威海衛南岸）
    - 1895年(昭和28年)1月31日 - 2月2日 : 威海衛北岸占領作戦（いかいえいほくがん　山東半島（山東省）威海衛南岸）

  - 1895年(明治28年)3月2日 : 遼河平原制圧戦（りょうがへいげん　遼河平原）
    -       - 1895年(明治28年)3月2日 : 鞍山站の戦い（あんざんたん　遼河平原・鞍山站）
      - 1895年(明治28年)3月4日 : 牛荘作戦、牛荘攻略戦（ぎゅうそう、遼河平原・牛荘城）
      - 1895年(明治28年)3月6日 : 営口の戦い、営口攻略戦（えいこう/インコウ　遼河平原・営口）
      - 1895年(明治28年)3月9日 : 田床台の戦い（でんしょうだい　遼河平原・田床台）

    - 1895年(明治28年)3月24日 - 3月25日 : 澎湖列島の戦い、澎湖列島攻略作戦（ほうこれっとう　台湾・澎湖列島）
- 1895年(明治28年)5月29日 - 10月21日 : 乙未戦争、台湾平定、台湾平定作戦、台湾征討、台湾植民地戦争、台湾鎮定、台湾鎮定戦、台湾征服戦争、台湾防衛戦争、日台戦争[注 3]（いつび、たいわん、にったい　台湾全域、澎湖列島）[20][21]
  - 1895年(明治28年)6月2日 - 6月3日 : 基隆の戦い（きいるん/チーロン　台湾・基隆）
  - 1895年(明治28年)6月11日 - 8月2日 : 新竹の戦い（しんちく/シンジュー　台湾・新竹）
  - 1895年(明治28年)8月27日 : 八卦山の戦い（はっけさん　台湾・八卦山）
  - 1895年(明治28年)10月9日 : 嘉義の戦い（かぎ/ジャーイ　台湾・嘉義）
  - 1895年(明治28年)10月11日 : 佳冬郷の戦い（かとうきょう/ジアドン　台湾・佳冬郷）
  - 1895年(明治28年)10月21日 : 台南の戦い（たいなん　台湾・台南）
- 1900年(明治33年)6月20日 - 1901年(明治34年)9月7日 : 義和団の乱、義和団事件、義和団事変、義和団運動、北清事変、清国事変、庚子事変、庚子拳乱、扶清滅洋（ぎわだん、ほくしん、しんこく、こうし、ふしん　中国華北、満洲）
  - 1900年(明治33年)6月20日 - 8月14日 : 国際公使館包囲戦（こくさいこうしかん　中国・北京）
  - 1900年(明治33年)6月10日 - 6月28日 : シーモア遠征（中国・天津）
  - 1900年(明治33年)6月16日 - 6月17日 : 大沽砲台の戦い（たいこ/タークー　中国・大沽砲台）
  - 1900年(明治33年)6月18日 : 廊坊の戦い（ろうぼう/ランファン　中国）
  - 1900年(明治33年)7月14日 : 天津の戦い（てんしん/テンチン　中国・天津）
  - 1900年(明治33年)8月5日 : 北倉の戦い（ほくそう/プクチャン　中国・北倉）
  - 1900年(明治33年)8月6日 : 楊村の戦い（中国広西省南寧市江東区揚村）
  - 1900年(明治33年)8月14日 - 8月15日 : 北京の戦い（ぺきん　中国北京市）
- 1904年(明治37年2月6日 - 1905年(明治38年)9月5日 : 日露戦争、日露戦役、明治三十七八年戦役（にちろ、めいじにじゅうななはちねん　満洲南部、遼東半島、黄海、日本海）[22]
  - 1904年(明治37年)2月8日 - 4月15日 : 旅順口攻撃、旅順港奇襲作戦(旅順港閉塞作戦[23]を含む)（りょじゅんこう、りょじゅんこう　旅順沖）
    - 1904年(明治37年)2月8日 : 第一次旅順口攻撃（だいいちじりょじゅんこう　旅順沖）
    - 1904年(明治37年)2月11日 : 第二次旅順口攻撃（だいにじりょじゅんこう　旅順沖）
    - 1904年(明治37年)2月18日 : 第三次旅順口攻撃(第一次旅順港閉塞作戦)（だいさんじりょじゅんこう、だいいちじりょじゅんこう　旅順沖）
    - 1904年(明治37年)3月10日 : 第四次旅順口攻撃（だいよじりょじゅんこう　旅順沖）
    - 1904年(明治37年)3月22日 : 第五次旅順口攻撃（だいごじりょじゅんこう　旅順沖）
    - 1904年(明治37年)3月27日 : 第六次旅順口攻撃(第二次旅順港閉塞作戦)（だいろくりょじゅんこう　旅順沖）
    - 1904年(明治37年)4月7日 : 第七次旅順口攻撃（だいしちりょじゅんこう　旅順沖）
    - 1904年(明治37年)4月14日 : 第八次旅順口攻撃（だいよじりょじゅんこう　旅順沖）
    - 1904年(明治37年)5月2日 : 第三次旅順港閉塞作戦（だいよじりょじゅんこう　旅順沖）

  - 1904年(明治37年)2月9日 : 仁川沖海戦（じんせんおき/インチョンおき　黄海・仁川沖）
  - 1904年(明治37年)4月30日 - 5月1日 : 鴨緑江会戦、鴨緑江渡河作戦（おうりょくこう　鴨緑江）
  - 1904年(明治37年)5月25日 - 5月26日 : 南山の戦い（なんざん　遼東半島、旅順北方）
  - 1904年(明治37年)6月14日 - 6月15日 : 得利寺の戦い（とくりじ　遼東半島・得利寺）
  - 1904年(明治37年)6月15日 : 常陸丸事件（ひたちまる　玄界灘）[24]
  - 1904年(明治37年)7月17日 : 摩天嶺の戦い（まてんれい　千山山脈、摩天嶺）
  - 1904年(明治37年)7月24日 - 7月25日 : 大石橋の戦い（おおいしばし　遼東半島・大石橋）
  - 1904年(明治37年)7月31日 - 8月1日 : 析木城の戦い（せきぼくじょう　満州・析木城、海城）
  - 1904年(明治37年)8月10日 : 黄海海戦（こうかい　黄海・旅順沖）
  - 1904年(明治37年)8月14日 : 蔚山沖海戦（うるさんおき、いさんおき　日本海・蔚山沖）
  - 1904年(明治37年)8月20日 : コルサコフ海戦、宗谷沖海戦（そうや　オホーツク・コルサコフ沖）
  - 1904年(明治37年)8月19日 - 1905年(明治38年)1月1日 : 旅順攻囲戦、203高地の戦い（りょじゅん/リュイシュン、にいまるさんこうち、にひゃくさんこうち　満州・旅順）[8]
  - 1904年(明治37年)8月24日 - 9月4日 : 遼陽会戦（りょうよう/リャオヤン　満州・遼陽）
  - 1904年(明治38年)10月9日 - 10月20日 : 沙河会戦（さか、又はしゃかと読む　満州・沙河、奉天）
  - 1905年(明治38年)1月25日 - 1月29日 : 黒溝台会戦（こっこうだい　満州・黒溝台）
  - 1905年(明治38年)2月21日 - 3月10日 : 奉天会戦（ほうてん　満州・奉天）
  - 1905年(明治38年)5月27日 - 5月28日 : 日本海海戦、対馬沖海戦（にっぽんかい、にほんかい、つしまおき　日本海）[25]
  - 1905年(明治38年)7月7日 - 7月31日 : 樺太の戦い（からふと　樺太）

## 大正時代
- 1914年(大正3年)6月1日 - 8月31日 : 太魯閣戦争（たろこ　台湾）
- 1914年(大正3年)7月28日 - 1918年(大正7年)11月11日 : 第一次世界大戦（だいいちじせかい　ヨーロッパ、中東、アフリカ、中国、太平洋等
  - 1914年 - 1918年(大正3年 - 大正7年)8月23日 - 11月11日 : 日独戦争（にちどく　青島、南洋諸島）
    - 1914年(大正3年)10月3日 - 10月14日 : 南洋諸島の攻略（なんようしょとう　南洋諸島）
    - 1914年(大正3年)10月31日 - 11月7日 : 青島の戦い、青島攻略戦（せいとう/チンタオ　山東半島・青島）
- 1917年(大正6年)11月7日 - 1923年(大正11年)6月16日 : ロシア内戦
  - 1918年(大正7年)8月12日 - 1922年(大正10年)10月頃 : シベリア出兵、シベリア干渉戦争（シベリア東部）
- 1919年(大正8年)3月1日 - 4月11日 : 三・一運動、三・一事件、三・一独立運動、朝鮮騒擾事件、独立万歳運動、万歳事件（さん・いち、ちょうせん、どくりつばんざい、ばんざい　朝鮮半島）
- 1920年(大正9年)6月6日 - 6月7日 : 鳳梧洞戦闘（満州・鳳梧洞）
- 1920年(大正9年)10月 - 12月頃 : 間島出兵（かんとう　中華民国吉林省間島）
  - 1920年(大正9年)10月21日 - 10月26日 : 青山里戦闘（せいざんり/チョンサンリ　中華民国吉林省間島）

## 昭和時代
- 1927年(昭和2年)3月24日 : 第一次南京事件（中国江蘇省・南京）
- 1928年(昭和3年)5月3日 : 済南事件、五・三惨案（せいなん、ご・さん　中華民国山東省・済南）
- 1931年(昭和6年)9月18日 - 1932年(昭和7年)2月18日 : 日本の満洲侵攻(一般に満洲事変)、九一八事変（まんしゅう、きゅういちはち　満洲、内蒙古）
  - 1931年(昭和6年)9月18日 : 柳条湖事件、柳条溝事件、奉天事変（りゅうじょうこ、りゅうじょうこう、ほうてん　満洲・柳条湖）
  - 1931年(昭和6年)10月8日 : 錦州爆撃（きんしゅう　満洲・錦州）
  - 1931年(昭和6年)11月4日 - 11月18日 : 江橋作戦（こうきょう　満洲・江橋）
  - 1931年(昭和6年)11月4日：寧江橋の戦い（ねいこう　満洲・寧江橋）
  - 1931年 - 1932年(昭和6年 - 7年)12月21日 - 1月3日 : 錦州の戦い（きんしゅう　満洲・錦州）
  - 1932年(昭和7年)1月25日 - 2月4日 : 哈爾浜の戦い（はるびん/ハルピン　満洲・哈爾浜）
  - 1932年(昭和7年)1月28日 - 3月3日 : 第一次上海事変（だいいちじシャンハイ　中国上海市）
- 1933年(昭和7年)4月頃 - 1936年(昭和10年)12月頃 : 内モンゴル作戦（うちもんごる　内モンゴル）
  - 1933年(昭和7年)2月21日 - 3月1日 : 熱河戦役（ねっか　中国熱河省）
  - 1933年(昭和7年)2月23日 - 5月31日 : 熱河作戦（ねっか　中国・万里の長城東端）
  - 1936年(昭和11年)9月頃 - 11月頃 : 綏遠事件、綏東戦争（すいえん、すいとう　中国綏遠省）
- 1932年(昭和7年)3月1日 - 1939年(昭和13年)9月16日 : 日ソ国境紛争、満ソ国境紛争、満蒙国境紛争（にっソ、まんソ、まんもう　満洲国、ソビエト連邦・外蒙古国境）
  - 1935年(昭和10年)3月15日 : 哈爾哈廟事件（はるはびょう　内モンゴルブイル湖北東部・哈爾哈廟）
  - 1935年 - 1936年(昭和10年 - 11年)12月19日 - 2月15日 : オラホドガ事件（満洲国、外蒙古国境・オラホドガ）
  - 1936年(昭和11年)1月19日 - 2月1日 : 金廠溝事件（きんしょうこう　満洲国、ソビエト連邦・金廠溝）
  - 1937年(昭和12年)6月19日 : 乾岔子島事件（かんちゃずとう　満洲国、ソビエト連邦国境・乾岔子島）
  - 1938年(昭和12年)7月29日 - 8月11日 : 張鼓峰事件、ハサン湖事件（ちょうこほう）
  - 1939年(昭和13年)5月11日 - 9月16日 : ノモンハン事件（満洲国、モンゴル国国境・ハルハ川付近）
  - 1939年(昭和13年)5月26日 - 5月27日 : 東安鎮事件（とうあんちん　満洲国、ソビエト連邦国境（アムール川・偏瞼子島））
- 1937年(昭和12年)6月4日 - 6月5日 : 普天堡の戦い、普天堡事件、普天堡襲撃事件（ふてんほ/ポチョンボ　朝鮮半島・咸鏡南道普天郡）
- 1937年(昭和12年)7月7日 - 1945年(昭和20年)9月9日 : 日中戦争、支那事変、日華事変、日支事変、中日戦争、抗日戦争、八年抗戦、中国抗日戦争、中国人民抗日戦争（にっちゅう、ちゅうにち、にっか、にっし、しな、こうにち、はちねん、ちゅうごくこうにち、ちゅうかじんみんこうにち　中華民国、イギリス領ビルマ）[26]
  - 1937年(昭和12年)7月7日 - 7月9日 : 盧溝橋事件、蘆溝橋事件、芦溝橋事件、七七事変、マルコ・ポーロ橋事件（ろこうきょう、ろこうきょう、ろこうきょう、しちしち、マルコ・ポーロきょう　中国北京南西部）
    - 1937年(昭和12年)7月13日 : 大紅門事件（だいこうもん　中国北京市・大紅門）
    - 1937年(昭和12年)7月25日 - 7月26日 : 廊坊事件、郎坊事件（ろうぼう、ろうぼう　北京・廊坊）
    - 1937年(昭和12年)7月26日 : 広安門事件（こうあんもん　中国北京市・広安門）

  - 1937年(昭和12年)7月28日 - 7月30日 : 平津作戦（へいしん　中国河北省・平津）
  - 1937年(昭和12年)8月9日 - 10月17日 : チャハル作戦、察哈爾作戦（チャハル　中国察哈爾省、綏遠省）
  - 1937年(昭和12年)8月13日 - 11月12日 : 第二次上海事変、上海戦（だいにじシャンハイ、シャンハイ　中国上海市）
    - 1937年(昭和12年)10月27日 - 10月31日 : 四行倉庫の戦い（しこうそうこ　上海閘北区・四行倉庫）

  - 1937年(昭和12年)8月上旬 - 11月中旬 : 津浦線作戦（しんぽせん　中国・津浦線）
  - 1937年(昭和12年)8月中旬 - 12月頃 : 京漢線作戦（けいかんせん　中国・京漢線）
  - 1937年(昭和12年)9月下旬 - 11月8日 : 太原作戦、太原会戦、太原攻略戦、山西作戦（たいげん、さんせい　中国山西省太原市）
    - 1937年(昭和12年)9月24日 - 9月25日 : 平型関の戦い（へいけいかん　中国山西省・平型関）
    - 1937年(昭和12年)9月13日 - 11月11日 : 忻口鎮の戦い（しんこうちん　中国山西省・忻口鎮）
    - 1937年(昭和12年)10月6日 - 10月26日 : 娘子関の戦い（じょうしかん、ろうしかん/ヂャウシクヮン　中国山西省・娘子関）
    - 1937年(昭和12年)11月4日 - 11月8日 : 太原の戦い（たいげん　中国山西省太原市）

  - 1937年(昭和12年)12月4日 : 12月13日 : 南京戦、南京攻略戦、南京保衛戦[注 4]（なんきん　中国南京市）
  - 1938年(昭和13年)4月7日 - 5月19日 : 徐州会戦、徐州作戦（じょしゅう　江蘇省徐州市、山東省南部、安徽省、河南省開封市）
    - 1938年(昭和13年)3月24日 - 4月7日 : 台児荘の戦い、台児庄の戦い（たいじそう/だいじそう、たいじそう/だいじそう　中国山東省南部）
    - 1938年(昭和13年)9月3日 - 10月27日・5月10日 - 5月16日 : 厦門の戦い（アモイ　中国福建省廈門市）

  - 1938年(昭和13年)5月頃 - 6月頃 : 河南省北東部方面戦線（かなんしょうほくとうぶほうめん　中国河南省北東部）
    - 1938年(昭和13年)5月頃 - 6月頃 : 蘭封の戦い（らんほう　中国河南省・蘭封）

※以下の表記の注意 : 実際に行われた戦争、戦闘→戦:〇〇作戦、計画された作戦→ 作:〇〇作戦と表記する。
- 1941年(昭和17年)12月8日 - 1945年(昭和20年)8月15日 :  戦:太平洋戦争、大東亜戦争（たいへいよう、だいとうあ　太平洋、オセアニア州（ミクロネシア、メラネシア、ポリネシア）、東南アジア、中国、日本列島、アリューシャン列島、インド洋、マダガスカル島など）
  - 1941年(昭和16年)12月6日 - 1945年(昭和20年)8月1日 : 作:南方作戦、第一段作戦、あ号作戦（なんぽう、だいいちだん、あごう　太平洋（マレー、フィリピン、香港、グアム、ビスマルク、ボルネオ、インド））
  - 1941年(昭和16年)12月8日 : 戦:真珠湾攻撃、布哇比海戦、ハワイ海戦（しんじゅわん、ハワイ　アメリカ合衆国ハワイ準州（当時）・真珠湾）
    - 1941年(昭和16年)12月8日 - 12月13日 : 戦:ニイハウ島事件（ニイハウとう　ハワイ・ニイハウ島）
    - 1941年(昭和16年)12月8日 : 戦:ミッドウェー島砲撃（ミッドウェーとう　ミッドウェー島）
    - 1941年(昭和16年)12月12日 - 12月24日 : 戦:ジョストン環礁・パルミラ環礁砲撃（ジョストンとう・パルミラかんしょう　ジョンストン環礁、パルミラ環礁）

  - 1942年(昭和17年)1月31日 - 7月1日 : 作:FS作戦（エフエス　フィジー、サモア方面）
  - 1942年(昭和17年)3月4日 : 戦:第一次K作戦（だいいちじケー　アメリカ合衆国ハワイ準州（当時）・真珠湾）
    - 1942年(昭和17年)5月30日 : 作:第二次K作戦（だにじケー　アメリカ合衆国ハワイ準州（当時）・真珠湾）事情により第二回目のK作戦が途中で中止される。
    - 1942年(昭和17年)6月5日 - 6月7日 : 戦:ミッドウェー海戦（ミッドウェー島周辺海域）

  - 1945年(昭和20年)2月19日 - 3月26日 : 戦:硫黄島の戦い、デタッチメント作戦（いおうとう、いおうじま　東京都硫黄島村）
  - 1945年(昭和20年)3月26日 - 9月7日 : 沖縄戦、沖縄の戦い、沖縄作戦（おきなわ　沖縄県・沖縄本島、琉球諸島等）
    - 1945年(昭和20年)3月23日 - 3月31日 : 慶良間諸島の戦い（けらましょとう　沖縄県（沖縄諸島）慶良間諸島）
    - 1945年(昭和20年)3月23日 - 4月1日 : 先島諸島の戦い（さきしま　沖縄県（琉球諸島[注 5]）先島諸島）
    - 1945年(昭和20年)4月6日 - 6月22日 : 菊水作戦（きくすい　沖縄本島周辺海域）
      - 1945年(昭和20年)4月6日 - 4月11日 : 菊水一号作戦（きくすいいちごう　沖縄本島周辺海域）
      - 1945年(昭和20年)4月12日 - 4月15日 : 菊水二号作戦（きくすいにごう　沖縄本島周辺海域）
      - 1945年(昭和20年)4月16日 - 4月17日 : 菊水三号作戦（きくすいさんごう　沖縄本島周辺海域）
      - 1945年(昭和20年)4月21日 - 4月29日 : 菊水四号作戦（きくすいよんごう　沖縄本島周辺海域）
      - 1945年(昭和20年)5月3日 - 5月9日 : 菊水五号作戦（きくすいごごう　沖縄本島周辺海域）
      - 1945年(昭和20年)5月11日 - 5月14日 : 菊水六号作戦（きくすいろくごう　沖縄本島周辺海域）
      - 1945年(昭和20年)5月24日 - 5月27日 : 菊水七号作戦（きくすいしちごう、きくすいななごう　沖縄本島周辺海域）
      - 1945年(昭和20年)5月28日 - 5月29日 : 菊水八号作戦（きくすいはちごう　沖縄本島周辺海域）
      - 1945年(昭和20年)6月3日 - 6月7日 : 菊水九号作戦（きくすいくごう、きくすいくごう　沖縄本島周辺海域）
      - 1945年(昭和20年)6月21日 - 6月22日 : 菊水十号作戦（きくすいじゅうごう　沖縄本島周辺海域）

    - 1945年(昭和20年)4月7日 : 坊ノ岬沖海戦（ぼうのみさきおき　鹿児島県南さつま市・坊ノ岬[27]沖）
    - 1945年(昭和20年)4月8日 - 4月23日 : 嘉数の戦い（かかず[注 6]のたたかい　沖縄県宜野湾村・嘉数高地）
    - 1945年(昭和20年)5月12日 - 5月18日 : シュガーローフの戦い（沖縄県島尻郡真和志村・慶良間チージ（シュガーローフ））

  - 1945年(昭和20年)8月9日 - 9月5日 : 戦:ソ連対日参戦、日ソ戦（ソれんたいにっさん、にっソせん　満州国、樺太、千島列島、内蒙古、朝鮮半島、華北地方）[28]
    - 1945年(昭和20年)8月9日 - 8月20日 : 戦:ソビエト連邦の満洲侵攻（そびえとれんぽうのまんしゅう　満洲国）
    - 1945年(昭和20年)8月9日 - 9月2日 : 戦:哈爾濱・吉林の戦い（ハルビン・きつりん　哈爾濱・吉林）
      - 1945年(昭和20年)8月12日 - 8月16日 : 戦:牡丹江の戦い（ぼたんこう　満洲国牡丹江省）
      - 1945年(昭和20年)8月9日 - 8月26日 : 戦:東寧要塞の戦い（とうねいようさい　満洲国牡丹江省東寧県・東寧要塞）

    - 1945年(昭和20年)8月11日 - 8月25日 : 戦:樺太の戦い（からふと　南樺太）
      - 1945年(昭和20年)8月15日 - 8月18日 : 戦:塔路の戦い（とうろ　樺太塔路町）
      - 1945年(昭和20年)8月19日 - 8月22日 : 戦:真岡の戦い（まおか　樺太真岡町）
      - 1945年(昭和20年)8月25日 : 戦:大泊の戦い（おおどまり　樺太大泊町）

    - 1945年(昭和20年)8月9日 - 9月2日 : 戦:松花江の戦い（しょうかこう　満洲・松花江）
      - 1945年(昭和20年)8月9日 - 9月2日 : 戦:大興安嶺・奉天の戦い（だいこうあんれい/ターシンアンリン・ほうてん　満洲国黒竜江省・大興安嶺、奉天）
      - 1945年(昭和20年)8月11日 - 8月13日 : 戦:富錦の戦い（ふきん　満洲国黒竜江省富錦市）

    - 1945年(昭和20年)8月11日 - 8月22日 : 戦:ソビエト連邦の朝鮮侵攻（そびえとれんぽうのちょうせん　朝鮮半島）
      - 1945年(昭和20年)8月11日 : 戦:雄基の戦い（ゆうき　朝鮮半島・雄基）
      - 1945年(昭和20年)8月12日 : 8月14日 : 戦:羅先の戦い（らせん/ラソン　朝鮮半島・羅先）
      - 1945年(昭和20年)8月13日 - 8月17日 : 戦:清津の戦い（せいしん/チョンジン　朝鮮半島・清津）
      - 1945年(昭和20年)8月18日 : 8月19日 : 戦:城津の戦い（じょうしん/ソンジン　朝鮮半島・城津）
      - 1945年(昭和20年)8月21日 - 8月22日 : 戦:元山の戦い（げんざん/ウォンサン　朝鮮半島・元山）

    - 1945年(昭和20年)8月18日 - 9月1日 : 戦:ソビエト連邦の千島列島侵攻（そびえとれんぽうのちしまれっとう　千島列島）
      - 1945年(昭和20年)8月17日 - 8月21日 : 戦:占守島の戦い（しゅむしゅとう　千島列島・占守島）
      - 1945年(昭和20年)8月頃を想定?[注 7] : 作:ソビエト連邦の北海道侵攻計画（そびえとれんぽうのほっかいどう　北海道）[29][30]樋口季一郎（占守島の戦い）によってソビエト連邦軍を撃退[29][30]。

  - 1945年(昭和20年)11月頃 : 作:本土決戦（ほんど　全国）日本の降伏により中止
    - 1945年(昭和20年)11月頃 : 作:ダウンフォール作戦（全国[注 8]）日本の降伏により中止
      - 1945年(昭和20年)11月頃 : 作:オリンピック作戦（九州）この作戦においては九州の占領を計画。
      - 1946年(昭和21年)春頃 : 作:コロネット作戦（関東）この作戦においては関東の占領を計画。

- 1945年(昭和20年)8月14日 - 8月15日 : 宮城事件[31]、八・一五事件[32]、終戦反対事件（きゅうじょう、はち・いちご、しゅうせんはんたい　日本東京都麹町区・皇居（宮城））[33]
- 1945年(昭和20年)8月15日 : 愛宕山事件（あたごやま　日本東京都港区・愛宕山）[34]
- 1945年(昭和20年)8月15日 : 厚木航空隊事件（あつぎこうくうたい　日本神奈川県綾瀬市、大和市・厚木海軍飛行場）[35]
- 1945年(昭和20年)8月17日 - 1949年(昭和24年)12月17日 : インドネシア独立戦争、インドネシア独立革命（インドネシア）大日本帝国の志願兵が参加
- 1945年(昭和20年)8月24日 : 川口放送局占拠事件（かわぐちほうそうきょく　日本埼玉県川口市・川口放送所鳩ヶ谷放送所）[36]
- 1945年(昭和20年)8月24日 : 松江騒擾事件、皇国義勇軍事件、島根県庁焼き打ち事件（まつえ、こうこくぎゆう、しまねけんちょう　日本島根県松江市・島根県庁）
- 1945年(昭和20年)9月13日 - 1946年(昭和21年)3月30日 : マスタードム作戦、南部抗戦（なんぶ　南ベトナム[注 9]）大日本帝国が参加